# The Stolen Radium
The Stolen Radium est un film muet américain réalisé par John G. Adolfi, sorti en 1914.

## Fiche technique
- Réalisation : John G. Adolfi
- Scénario : Russell E. Smith, d'après son histoire
- Pays de production :  États-Unis
- Date de sortie : 
  - États-Unis : 29 mai 1914
- Durée : 1 bobine[1]

## Distribution
- Miriam Cooper
- Sam De Grasse
- Irene Hunt
- Eugene Pallette